# Rue des Potiers
La rue des Potiers (en occitan : carrièra dels Potièrs) est une voie de Toulouse, chef-lieu de la région Occitanie, dans le Midi de la France.

## Situation et accès

### Description
La rue des Potiers est une voie publique. Elle se trouve dans le quartier Dupuy, dans le secteur 1 - Centre.
La chaussée ne compte qu'une seule voie de circulation automobile à sens unique, de la place Dominique-Martin-Dupuy vers le square Boulingrin. Elle est définie comme une zone 30 et la vitesse y est limitée à 30 km/h. Il n'existe ni piste, ni bande cyclable, quoiqu'elle soit à double-sens cyclable.

### Voies rencontrées
La rue des Potiers rencontre les voies suivantes, dans l'ordre des numéros croissants (« g » indique que la rue se situe à gauche, « d » à droite) :
1. Square Boulingrin (g)
2. Allées Paul-Sabatier (d)
3. Rue de la Brasserie (g)
4. Rue des Abeilles (g)
5. Rue Jacques-Labatut (d)
6. Rue des Vases (g)
7. Rue des Jardins (g)
8. Place Dominique-Martin-Dupuy

## Odonymie
La rue des Potiers rappelle, par son nom, la présence des nombreux artisans qu'on y trouvait, fabricant de pots en terre cuite. On lui trouvait déjà, au XVIIIe siècle, le nom de rue des Fayenciers. En 1794, pendant la Révolution française, on proposa de la renommer rue l'Intégrité, mais cette nouvelle appellation ne subsista pas.

## Patrimoine et lieux d'intérêt
- Grand Rond

### Lotissement Gontaut-Biron
Inscrit MH (2018) et  Patrimoine XXe siècle (2017)
Un lotissement est aménagé entre 1931 et 1935 sur une vaste parcelle appartenant à la famille Gontaut-Biron, entre le Boulingrin, les allées François-Verdier, la rue de la Brasserie et la rue des Potiers. Les nouveaux propriétaires font intervenir plusieurs architectes toulousains – Edmond Pilette, Antonin Thuriès et Jean Valette –, qui conçoivent cependant un ensemble d'une remarquable unité, dans l'utilisation des matériaux – béton, pierre et brique – et le vocabulaire de l'architecture Art déco et de l'architecture régionaliste. 
- no  1 ter : immeuble Jourdet.  Inscrit MH (2018, façades et toitures)[2]. 
Un immeuble de rapport est construit en 1934 par l'architecte Jean Valette. Il s'élève à l'angle du square Boulingrin. Il se compose de plusieurs corps de bâtiment, organisés autour d'une cour intérieure. Il s'élève sur six niveaux : un sous-sol semi-enterré, un rez-de-chaussée surélevé et quatre étages. La structure du bâtiment est en béton mais, en façade, l'enduit vient imiter les joints d'un appareil de pierre. Le rez-de-chaussée est percé de cinq grandes baies segmentaires inscrites dans une embrasure en plein cintre. La porte d'entrée, qui s'ouvre dans la 2e travée de droite a conservé sa ferronnerie en fer forgé. Aux étages, les deux travées latérales sont formées d'un oriel. La travée centrale est largement éclairée par des loggias aux garde-corps en fer forgé et soutenues par des colonnes cannelées[3].

- no  1 : immeuble (1935, Jean Valette).  Inscrit MH (2018, façades et toitures)[4],[5].

### Immeubles et maisons
- no  4 : immeuble Espitalié. 
Un immeuble de rapport est construit pour M. Espitalié par Joseph et Jean-Louis Gilet en 1934, deux architectes influencés par les théories de l'architecture moderne. Trois corps de bâtiment encadrent la cour intérieure. La façade sur la rue des Potiers est composée d'un parement de briques longues et courtes alternées, qui montre encore l'influence de l'école d'Amsterdam. La volonté d'ouvrir les pièces principales sur les allées Paul-Sabatier et le Boulingrin produit un décalage avec l'alignement de la rue : cette contradiction dans les orientations permet aux architectes de multiplier les décrochements et participe à la dissymétrie de l'ensemble. Le dernier niveau est occupé par un toit-terrasse. L'utilisation d'une ossature en béton donne également de grandes libertés dans la composition des plans d'étages. Dans chaque appartement, un hall d'entrée distribue toutes les pièces du logement. La chambre principale, le séjour et le salon ouvrent sur le balcon, tandis que les deux autres chambres et la salle de bains donnent sur la cour[6],[7].